# Fodbold Club Helsingør
Il Fodbold Club Helsingør o più semplicemente FC Helsingør è una società calcistica danese con sede a Helsingør, militante nella terza divisione danese.

## Storia

Logo del club dal 2005 al 2012

Il club è stato fondato il 1º giugno 2005 quando le cinque squadre di Elsinore Helsingør IF, Helsingør FC, Frem Hellebæk IF, Vapnagaard FK72 e Snekkersten IF si sono unite in un'unica società denominata Elite 3000 Fodbold.
Nel 2012 la squadra ha cambiato il suo nome in FC Helsingør, abbreviazione di Fodbold Club Helsingør. La squadra gioca le sue partite casalinghe all'Helsingør Stadion.
Nella stagione 2017-2018 ha disputato per la prima volta la Superligaen.
Nel novembre 2024 il campione del Mondo spagnolo Andrés Iniesta, appena ritiratosi dal calcio giocato, annuncia di avere acquisito la maggioranza delle azioni del club.

## Squadra
Rosa, numerazione e ruoli sono aggiornati al 12 marzo 2023.
| N. |                        | Ruolo | Calciatore            |
| -- | ---------------------- | ----- | --------------------- |
| 31 | Danimarca (bandiera)   | P     | Hjalte Petersen       |
| 41 | Paesi Bassi (bandiera) | P     | Stan Van Bladeren     |
| 2  | Danimarca (bandiera)   | D     | Kasper Enghardt       |
| 3  | Danimarca (bandiera)   | D     | Frederik Helstrup     |
| 4  | Danimarca (bandiera)   | D     | Mikkel Knudsen        |
| 5  | Danimarca (bandiera)   | D     | Nicklas Mouritsen     |
| 6  | Danimarca (bandiera)   | D     | Jakob Vadstrup Larsen |
| 11 | Danimarca (bandiera)   | D     | Oliver Klitten        |
| 14 | Danimarca (bandiera)   | D     | Nicolai Geertsen      |
| 22 | Danimarca (bandiera)   | D     | Frederik Karlsen      |
| 39 | Danimarca (bandiera)   | D     | Mathias Brems         |

| N. |                               | Ruolo | Calciatore           |
| -- | ----------------------------- | ----- | -------------------- |
| 8  | Nuova Zelanda (bandiera)      | C     | Callum McCowatt      |
| 12 | Danimarca (bandiera)          | C     | Daniel Haarbo        |
| 18 | Siria (bandiera)              | C     | Oliver Kass Kawo     |
| 20 | Danimarca (bandiera)          | C     | Jacob Schoop         |
| 21 | Danimarca (bandiera)          | C     | Robert Marcus        |
| 23 | Danimarca (bandiera)          | C     | Frederik Christensen |
| 32 | Danimarca (bandiera)          | C     | Alexander Lyng       |
| 88 | Danimarca (bandiera)          | C     | Daniel Norouzi       |
| 9  | Danimarca (bandiera)          | A     | Oliver Drost         |
| 13 | Danimarca (bandiera)          | A     | Valdemar Schousboe   |
| 19 | Rep. Centrafricana (bandiera) | A     | Sterling Yatéké      |

## Palmarès

### Competizioni nazionali
- 2. Division: 2

2014-2015, 2019-2020

### Altri piazzamenti
- 1. Division:

Terzo posto: 2016-2017